# Sycophila ruandensis
Sycophila ruandensis är en stekelart som först beskrevs av Jean Risbec 1957.  Sycophila ruandensis ingår i släktet Sycophila och familjen kragglanssteklar. Inga underarter finns listade i Catalogue of Life.